# Metka Zupančič (političarka)
Met(k)a Zupančič, slovenska notarka in političarka, * 1951
Med 19. julijem 1994 in 27. februarjem 1997 je bila ministrica za pravosodje Republike Slovenije.